# Mateusz Matuszewski
Mateusz Matuszewski (ur. 17 września 1953 w Warszawie) – polski duchowny rzymskokatolicki, doktor teologii, prałat, kanonik honorowy kapituły katedralnej warszawsko-praskiej.

## Życiorys
Ukończył studia magisterskie na Wydziale Teologicznym Akademii Teologii Katolickiej w Warszawie i studia doktoranckie na Uniwersytecie Kardynała Stefana Wyszyńskiego w Warszawie. Po studiach magisterskich zaangażowany w działalność opozycyjną. W stanie wojennym pracował w Prymasowskim Komitecie Pomocy Uwięzionym i jako łącznik między redakcją Tygodnika Mazowsze, a Regionalnym Komitetem Wykonawczym NSZZ Solidarność Region Mazowsze. Był zaangażowany w ukrywanie Zbigniewa Bujaka i Wiktora Kulerskiego.
Po stanie wojennym odbył formację klerycką w Wyższym Metropolitalnym Seminarium Duchownym w Warszawie. W 1987 przyjął święcenia kapłańskie z rąk kardynała Józefa Glempa. Pod koniec lat 80. XX wieku wyjechał na kilka lat do Wielkiej Brytanii. Pracował w wydawnictwach emigracyjnych w Londynie.
Był wikariuszem w parafiach archidiecezji warszawskiej w Skierniewicach i Wiskitkach. Następnie w warszawskich parafiach diecezji warszawsko-praskiej na: Saskiej Kępie, Grochowie i Witolinie. W latach 2001–2011 był rezydentem w parafii Miłosierdzia Bożego w Ząbkach. Od 2011 pracuje w kurii diecezji warszawsko-praskiej. W latach 2011–2012 rezydował przy ulicy Ratuszowej w Warszawie. W latach 2012–2014 był proboszczem parafii Bożego Ciała w Warszawie.
Liturgista i ekumenista, wykładowca w Wyższym Seminarium Duchownym Diecezji Warszawsko-Praskiej, na Papieskim Wydziale Teologicznym w Warszawie i na Uniwersytecie Kardynała Stefana Wyszyńskiego w Warszawie. Ceremoniarz biskupi i referent ds. Jedności Chrześcijan w diecezji warszawsko-praskiej oraz konsultor Komisji ds. Kultu Bożego i Dyscypliny Sakramentów Konferencji Episkopatu Polski.
Od 1994 jest koordynatorem działalności charytatywnej Funduszu Inwalidów Armii Krajowej w Polsce. W 2006 był przewodniczącym Komisji Liturgicznej Episkopatu Polski ds. Pielgrzymki Ojca Świętego Benedykta XVI do Polski.
Pod koniec września 2014 roku, ordynariusz warszawsko-praski abp Henryk Hoser, w związku z oskarżeniami o pedofilię i homoseksualizm, odsunął go ze wszystkich pełnionych przez niego funkcji, w tym również obowiązków proboszcza parafii Bożego Ciała na warszawskim Kamionku.

## Współpraca z mediami
Od 1995 r. współpracuje z różnymi stacjami telewizyjnymi i radiowymi. Bierze udział jako gość w programach Polsatu, TVP oraz w audycjach Radio Warszawa.

## Nagrody i odznaczenia
W 1990 otrzymał nagrodę Polcul Foundation za udział w rozwoju niezależnej kultury polskiej. W 1991 został uhonorowany przez ministra edukacji narodowej medalem Komisji Edukacji Narodowej. W 2011 otrzymał z rąk prezydenta Rzeczypospolitej Polskiej Krzyż Kawalerski Orderu Odrodzenia Polski za działalność opozycyjną w stanie wojennym.

## Publikacje
- Oratio universalis, Ząbki 2005, ISBN 83-7031-484-8.
- Trwajcie mocni w wierze, Warszawa 2006, ISBN 83-7257-224-0.
- Promieniowanie polskiego Loretto, Warszawa 2008, ISBN 978-83-7257-330-8.
- Błogosławieństwo domu św. Faustyny, Warszawa 2011, ISBN 978-83-9256-621-2.